# جان جی. پترسون
جان جی. پترسون (به انگلیسی: John James Patterson) سناتور سابق عضو حزب جمهوری‌خواه ایالات متحده آمریکا بود. وی در سال ۱۸۷۳ تا ۱۸۷۹ میلادی سناتور ایالت کارولینای جنوبی در سنای ایالات متحده آمریکا بود.